# الرب (إسلام)
بين الله جل جلاله في القرآن الفرق بين كلمة الرب ومتى يستخدمها وبين لفظ الإله ومتى يستخدمها. ففي الإسلام الله هو الإله وهو رب الأرباب، فلفظ الجلالة الله شامل لكل أسمائه وصفاته التي لا يعلمها كلها إلا هو.
يذكر في القرآن ﴿قُلْ مَنْ رَبُّ السَّمَاوَاتِ وَالْأَرْضِ قُلِ اللَّهُ قُلْ أَفَاتَّخَذْتُمْ مِنْ دُونِهِ أَوْلِيَاءَ لَا يَمْلِكُونَ لِأَنْفُسِهِمْ نَفْعًا وَلَا ضَرًّا قُلْ هَلْ يَسْتَوِي الْأَعْمَى وَالْبَصِيرُ أَمْ هَلْ تَسْتَوِي الظُّلُمَاتُ وَالنُّورُ أَمْ جَعَلُوا لِلَّهِ شُرَكَاءَ خَلَقُوا كَخَلْقِهِ فَتَشَابَهَ الْخَلْقُ عَلَيْهِمْ قُلِ اللَّهُ خَالِقُ كُلِّ شَيْءٍ وَهُوَ الْوَاحِدُ الْقَهَّارُ ۝١٦﴾ (سورة الرعد: 16).
ويتضح ما يقال بالفرق في قصة النبي موسى عليه السلام عندما أتى الوادي المقدس في سورة طه حيث يذكر في القران ﴿وَهَلْ أَتَاكَ حَدِيثُ مُوسَى ۝٩ إِذْ رَأَى نَارًا فَقَالَ لِأَهْلِهِ امْكُثُوا إِنِّي آنَسْتُ نَارًا لَعَلِّي آتِيكُمْ مِنْهَا بِقَبَسٍ أَوْ أَجِدُ عَلَى النَّارِ هُدًى ۝١٠ فَلَمَّا أَتَاهَا نُودِيَ يَا مُوسَى ۝١١ إِنِّي أَنَا رَبُّكَ فَاخْلَعْ نَعْلَيْكَ إِنَّكَ بِالْوَادِ الْمُقَدَّسِ طُوًى ۝١٢﴾ (سورة طه: 9-12)
عندما نادى الله موسى عرف بنفسه «إني أنا ربك» ليبين له نعمة أنعمها على موسى بكلامه وحفظه ورعايته وعنايته وبركته، وأكمل الله الأيات بقوله: ﴿وَأَنَا اخْتَرْتُكَ فَاسْتَمِعْ لِمَا يُوحَى ۝١٣ إِنَّنِي أَنَا اللَّهُ لَا إِلَهَ إِلَّا أَنَا فَاعْبُدْنِي وَأَقِمِ الصَّلَاةَ لِذِكْرِي ۝١٤﴾ (سورة طه: 13-14)
الله في نفس حديثه لموسى يقول «إنني أنا الله» هنا لم يستخدم كلمة الرب وذلك ليبين لموسى الواجب على موسى نحوه تعالى فذكر بعدها التكاليف بقوله: ﴿إِنَّنِي أَنَا اللَّهُ لَا إِلَهَ إِلَّا أَنَا فَاعْبُدْنِي وَأَقِمِ الصَّلَاةَ لِذِكْرِي ۝١٤﴾ (سورة طه: 14).
- من هذا يتضح أن الله يذكر كلمه الرب عندما يبين فضله وكرمه ورحمته ورعايته ولطفه وعذابه وقدرته وكل شي يختص بالله ربنا نحونا ونحو جميع خلقه وعباده.
- كما أنه تعالى يذكر لفظ الإله ليبين ما يجب على العباد نحوه تعالى من خشيته والخوف منه وتقواه وشكر نعمه ودوام ذكره وإقامة الصلاة ونحوها مما يجب على العباد نحو الله.

## بيانالقرآن
في ذكر ﴿الَّذِينَ يَذْكُرُونَ اللَّهَ قِيَامًا وَقُعُودًا وَعَلَى جُنُوبِهِمْ وَيَتَفَكَّرُونَ فِي خَلْقِ السَّمَاوَاتِ وَالْأَرْضِ رَبَّنَا مَا خَلَقْتَ هَذَا بَاطِلًا سُبْحَانَكَ فَقِنَا عَذَابَ النَّارِ ۝١٩١ رَبَّنَا إِنَّكَ مَنْ تُدْخِلِ النَّارَ فَقَدْ أَخْزَيْتَهُ وَمَا لِلظَّالِمِينَ مِنْ أَنْصَارٍ ۝١٩٢ رَبَّنَا إِنَّنَا سَمِعْنَا مُنَادِيًا يُنَادِي لِلْإِيمَانِ أَنْ آمِنُوا بِرَبِّكُمْ فَآمَنَّا رَبَّنَا فَاغْفِرْ لَنَا ذُنُوبَنَا وَكَفِّرْ عَنَّا سَيِّئَاتِنَا وَتَوَفَّنَا مَعَ الْأَبْرَارِ ۝١٩٣ رَبَّنَا وَآتِنَا مَا وَعَدْتَنَا عَلَى رُسُلِكَ وَلَا تُخْزِنَا يَوْمَ الْقِيَامَةِ إِنَّكَ لَا تُخْلِفُ الْمِيعَادَ ۝١٩٤﴾ (سورة آل عمران: 191-194)
في الخطاب القرآني ﴿يذكرون الله﴾ الذكر واجب على العباد لله.
بينما تجد في نفس الآية ﴿ربنا ماخلقت هذا باطلا﴾ بيان بأن الخلق خاص بالله نحو عباده، كذلك ﴿ربنا إنك من تدخل النار فقد أخزيته﴾ بيان بأن إدخال النار بيد الله وحده يعذب به من يشاء من خلقه، وأيضا ﴿ربنا إننا سمعنا مناديا ينادي للإيمان﴾ بيان بأن إرسال الرسل خاص بالله نحو عباده
وفي نفس الآية ﴿ ربنا فاغفر لنا ذنوبنا وكفر عنا سيئاتنا وتوفنا مع الأبرار﴾ كلها خاصة بالله لا يمكن لكائن من كان ومهما كان أن يختص أو يشترك بأي شي مما ذكره الله من مغفرة الذنوب وتكفير السيئات والموت والأجر.

## وصلات خارجية
- اسم الله الرب: موسوعة النابلسي للعلوم الإسلامية
- معنى كلمة الرب في اللغة العربية
- الرب في الإسلام